# Teslaventil

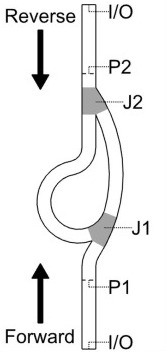
Aufbau eines Teslaventils zur Verwendung in Wärmerohren.

Ein Teslaventil ist eine Vorrichtung, die als passives, fluidisches Ventil fungiert. Es kann als eine Art Rückschlagventil ohne bewegliche mechanische Teile betrachtet werden. Das Ventil wurde 1916 von Nikola Tesla zum Patent angemeldet.

## Funktionsweise

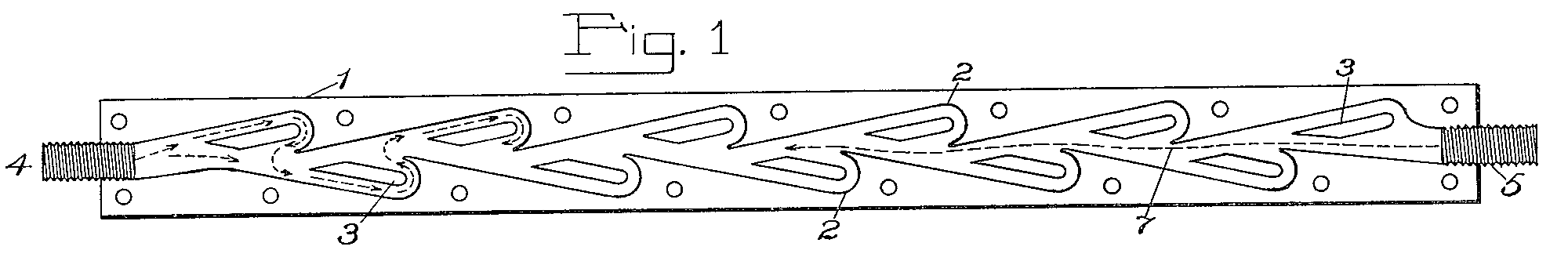
Skizze eines Teslaventils aus der Patentschrift. Das Fluid kann von rechts nach links relativ unbehindert fließen, von links nach rechts erhöht sich der Strömungswiderstand stark.

Die Grundidee ist, dass der Strömungswiderstand in eine Flussrichtung geringer als in die entgegengesetzte ist. Hierdurch lässt sich erreichen, dass die Strömung eine Vorzugsrichtung erhält oder das Fluid nur noch in eine Richtung strömt, also eine Gleichrichterwirkung erreicht wird.
Der Wirkungsmechanismus von Teslaventilen ist stark von der Reynolds-Zahl (und damit auch von der Größe des Ventils) abhängig. In großen Ventilen mit turbulenter Strömung und Re > 1700 beruht die Ventilfunktion überwiegend auf Trägheitskräften. In mikroskopisch kleinen Ventilen mit vorwiegend laminarer Strömung und Re ≪ 1000 dominieren hingegen Kräfte aufgrund der Viskosität des Fluids.
Das Tesla-Ventil unterbricht die Strömung in der Gegenrichtung nicht vollständig, sondern erhöht nur den Strömungswiderstand stark. Die Effizienz eines Tesla-Ventils lässt sich durch seine Diodizität ausdrücken:
{\displaystyle \mathrm {Di_{Ventil}} \cong \left.{\frac {\Delta P_{r}}{\Delta P_{v}}}\right\vert _{\dot {V}}}Dabei stehen {\displaystyle \Delta P_{r}} und {\textstyle \Delta P_{v}} für den Druckabfall in Rückwärts- und Vorwärtsrichtung und {\textstyle {\dot {V}}} für den Volumenstrom. Typische Werte von mikrofluidischen Teslaventilen liegen zwischen 1 und 2.

## Anwendungsbereiche
Der große Vorteil eines solchen Ventils ist, dass keine beweglichen Teile vorkommen. Es wird in der Mikrofluidik, beispielsweise zur Zellkultur oder in Wärmerohren, eingesetzt. Unter Ausnutzung des Coandă-Effekts lassen sich mit einem Tesla-Ventil auch verschiedene Stoffe effizient mischen.